# Patricia Llanes Fernández
Patricia Llanes Fernández (La Habana, 1 de noviembre de 1975) investigadora del Instituto de Investigaciones Científicas y Servicios de Alta Tecnología, integrante del Centro de Biología Molecular  y Molecular de Enfermedades. Su área de investigación ha sido la inmunología y la búsqueda de medicamentos contra enfermedades, especialmente del Alzheimer y la leishmaniasis provocada por Leishmania panamensis. Es miembro del Sistema Nacional de Investigación (SNI) en la categoría Investigador II. Pertenece a la Sociedad Panameña para el Avance de la Ciencia (APANAC), La Sociedad Brasilera de Inmunología y la Society for Neuroscience.

## Biografía
Realizó sus estudios primarios en la escuela Hermanas Giralt, continuó sus estudios en la escuela Julio López y posteriormente en el Instituto Preuniversitario Vladimir Ilich Lenin. Estudió licenciatura en bioquímica en la Universidad de La Habana. 
En la Universidad Federal de Río de Janeiro, Brasil, completó la Maestría y el doctorado en Microbiología en el departamento de Inmunología, con el mismo grupo de trabajo. 
Su proyecto de maestría fue sobre el Staphylococcus Aureus y la respuesta de animales deficientes de una proteína importante para el sistema inmune a una cepa de bacteria multirresistente. A su vez, colaboró con estudios relacionados con leishmania chagasi, obteniendo experiencia en el trabajo con este parásito.
Durante su doctorado, describió la respuesta inmune al grupo hemo, que forma parte de la hemoglobina y es importante en el transporte de oxígeno. El grupo hemo es el principal responsable de la coloración morada en la piel al darse un golpe. 
Patricia se muda a Panamá en 2003 e inicio como voluntaria, apoyando en el desarrollo de cultivos de Leishmania panamensis (aprovechando la experiencia adquirida durante la maestría). Patricia sería luego contratada por INDICASAT AIP.
Desarrolló una plataforma metodológica para encontrar moléculas específicas para el tratamiento potencial de la enfermedad causada por la Leishmania panamensis, que es el parásito que mayormente produce leishmaniasis en Panamá, una enfermedad tropical para la que los tratamientos actuales son largos y con muchos efectos adversos.
Desde su llegada a Panamá ha trabajado en la identificación y detección del mecanismo de acción de nuevas moléculas con efecto antiinflamatorio.
Continuó trabajando en inflamación, pero aplicada a la enfermedad de Alzheimer. Desde hace más de una década investiga, junto a su grupo de trabajo, la búsqueda de nuevas moléculas que detengan o retrasen esta enfermedad neurodegenerativa.

### Un bioterio de referencia
En 2007 necesitaba realizar investigaciones en animales. Junto a la neurocientífica Gabrielle Britton, quien tenía la misma necesidad, inició un bioterio. Empezaron en un lugar con las medidas de un baño, que fue creciendo hasta mudarse a un espacio mayor, mejor equipado y en donde contrataron a un técnico y luego sumaron a otros miembros al equipo. Actualmente, Llanes lleva este bioterio con la doctora Rosa de Jesús, especialista en animales de laboratorio y otro equipo de técnicos e investigadores. El bioterio es un referente en el país. El Instituto cuenta con un comité de ética para el cuidado y uso de animales. 
Parte de llevar este espacio es mantener las mejores prácticas, la ética en el trato de los animales y hacer una tarea de educación.

## Premios y reconocimientos
- Ganó el premio TWAS (The World Academy of Sciences) Young Investigator Award de 2015 por sus contribuciones significativas en Inmunología.[8]

## Obras
- Identificación de inhibidores de la unión CD36-amiloide beta como agentes potenciales para la enfermedad de Alzheimer. ACS Neurociencia Química (2017).
- Información sobre los patrones estructurales de la actividad antileishmanial de los N-heterociclos bi y tricíclicos. Química Biomolecular y Orgánica (2017).
- Diterpenoides marinos como posibles agentes antiinflamatorios. Mediadores de la Inflamación (2015).
- La letalidad inducida por hemólisis implica la activación del inflamasoma por el hemo. Actas de la Academia Nacional de Ciencias (2014).
- Receptores de la microglía y sus implicaciones en la respuesta al amiloide β para la patogénesis de la enfermedad de Alzheimer. Revista de neuroinflamación (2014).
- Potenciales inmunotobjetivos para las estrategias de tratamiento de la enfermedad de Alzheimer. Revista de la enfermedad de Alzheimer (2013).
- Caracterización del hemo como activador del receptor Toll-like 4. Revista de Química Biológica (2007).